# James Te Huna
James Alan Roper "Te Huna", född 29 september 1981, är en före detta nyzeeländsk MMA-utövare som 2010–2016 tävlade i organisationen Ultimate Fighting Championship.